# Барселуш (район)
Барселуш (порт. Barcelos) — район (фрегезия) в Португалии, входит в округ Брага. Является составной частью муниципалитета Барселуш. Находится в составе крупной городской агломерации Большое Минью. По старому административному делению входил в провинцию Минью. Входит в экономико-статистический субрегион Каваду, который входит в Северный регион. Население составляет 5213 человека на 2001 год. Занимает площадь 1,20 км².